# Under the Radar Over the Top
Under the Radar Over the Top er Scooters fjortende studiealbum af Sheffield Tunes i Tyskland. Albummet blev udgivet i Tyskland den 2. oktober 2009 og Storbritannien den 23. oktober samme år.

## Spor
1. "Stealth" - 1:23
2. "J'adore Hardcore" - 4:20
3. "Ti Sento" (mukana Antonella Ruggiero) - 3:55
4. "State of Mind" - 3:30
5. "Where the Beats..." - 3:51
6. "Bit a Bad Boy" - 3:47
7. "The Sound Above My Hair" - 4:38
8. "See Your Smile" - 4:13
9. "Clic Clac" - 4:29
10. "Second Skin" - 5:54
11. "Stuck on Replay" - 3:10
12. "Metropolis" - 5:38

### The Dark Side Edition
Fra et album som en limited edition The Dark Side Edition blev udgivet. Det omfatter de oprindelige cd'er foruden en bonus-cd med sangene fra tidligere Scooter cd'er og en dvd, som er en rejse dokumentarfilm fra Australien, Afrika og Asien, samt interviews med bandet.

#### Spor
1. "She's the Sun" - 3:48
2. "Take Me Baby" - 4:15
3. "Frequent Traveller" - 3:37
4. "Eyes Without a Face" - 3:18
5. "Dancing in the Moonlight" - 4:33
6. "Lass Uns Tanzen (Day Version)" - 3:42
7. "Stripped" (Live) - 4:21
8. "Sex Dwarf" - 4:19
9. "Am Fenster" - 5:52
10. "Marian (Version)" - 4:55

## Placering på hitliste
| Titel                          | Placering på hitliste | Placering på hitliste | Placering på hitliste | Placering på hitliste | Placering på hitliste | Placering på hitliste |
| Titel                          | Tyskland              | Ungarn                | Østrig                | Schweiz               | Skotland              | Storbritannien        |
| ------------------------------ | --------------------- | --------------------- | --------------------- | --------------------- | --------------------- | --------------------- |
| "Under the Radar Over the Top" | 2                     | 38                    | 15                    | 51                    | 32                    | 62                    |